# One Lujiazui
Le One Lujiazui est un gratte-ciel de 269 mètres construit en 2008 à Shanghai en Chine.